# たっくんのオモチャ箱
『たっくんのオモチャ箱』（たっくんのオモチャばこ）は、NHK教育テレビジョンで1997年4月8日から2000年3月8日まで放送されたテレビ番組である。「幼稚園・保育所の時間」道徳教育番組。

## 概要
テレビの中のオモチャの国にやってきたたっくんとオモチャの仲間の物語。

## 放送時間
どちらも日本時間。
- 水曜日 10:30 - 10:45
- 火曜日 09:15 - 09:30（再放送）

## 出演者
たっくん
声 - 瀧本富士子（1997年度 - 1998年度）、石津彩（1999年度）
演 - 富澤和樹
主人公の男の子。本名は「やまもとたくや」。ゆめがおか幼稚園ひまわり組の園児。夜中にベッドで寝ていた際、オモチャのジョジョたちが自分の意思で動き出し、テレビの中に入ってオモチャの国へ行く様子を目撃する。こっそり後をついていった際、テレビの中で人間の姿からオモチャの人形の姿に変身してしまう。そして、オモチャの国へと辿り着き、ジョジョとサムライダーZ、おギンさん等、オモチャの仲間たちと共にオモチャの国での生活を始める。優しい性格で、オモチャの大好きな幼稚園児の男の子。時には我儘で、嘘をついたりするような場面も見られる。毎回、オモチャたちと共に日常のマナーや道徳を学んでいく。
ジョジョ
声 - 田中真弓
うさぎのぬいぐるみ。ちょっとキザでわがままな性格をしている。自分をオモチャの中で1番可愛いと思っている。本来は、たっくんのお姉さん・すず姉のオモチャである。
サムライダーZ
声 - 岸野幸正
鎧武者の姿をしたヒーローのロボット。名前と外見のとおり、侍のような古風な喋り方が特徴で武士道精神を重んじるが優しい性格である。たっくんのお気に入りのオモチャである。
おギンさん
声 - くじら
ねじ巻きの付いたペンギンのぬいぐるみ。本名は「さいとうギン」。たっくんのお母さんの子供の頃のオモチャであり、オモチャたちの中では1番歳上にあたるらしい。怒ると怖いが、面倒見の良いペンギンのおばさん。たっくん達の保護者的な存在である。
ボヨヨン
「ボヨヨン」としか話せないCGのキャラクター。
カメカメラ
オモチャの国のひみつのトンネルの門番。
すず姉
演 - 菅野佑美
たっくんのお姉さん。番組の第1回に登場する。たっくんがオモチャの人形の姿に変身する直前の夜中に、夜遅くまでテレビを観ているたっくんに早く寝るように注意したり、おねしょをしないように注意した。その為、たっくんはすず姉の事を「お母さんみたいに煩い。」と思っていた。うさぎのジョジョの持ち主であり、たっくんと子ども部屋の2段ベッドで一緒に寝ている。
その他
鈴木清信、原隆俊、富士川直実、横山圭子、三枝創、長谷川佳代、片野朝沙加、児玉もも代

## 放送リスト

### 1997年度
| 回 | タイトル             | 初回放送日     |
| -- | -------------------- | -------------- |
| 1  | なまえとあいさつ     | 1997年04月08日 |
| 2  | わがままいっぱい 1   | 1997年04月23日 |
| 3  | わがままいっぱい 2   | 1997年05月07日 |
| 4  | がまんてなあに 1     | 1997年05月14日 |
| 5  | がまんてなあに 2     | 1997年05月21日 |
| 6  | ことばはたいせつ 1   | 1997年05月28日 |
| 7  | ことばはたいせつ 2   | 1997年06月4日  |
| 8  | おもいやりのこころ 1 | 1997年06月11日 |
| 9  | おもいやりのこころ 2 | 1997年06月18日 |
| 10 | ケーキをはんぶんこ 1 | 1997年06月25日 |
| 11 | ケーキをはんぶんこ 2 | 1997年07月02日 |
| 12 | ひみつだよ           | 1997年07月09日 |
| 13 | あそびがいっぱい 1   | 1997年08月26日 |
| 14 | あそびがいっぱい 2   | 1997年09月03日 |
| 15 | 僕やらない 1         | 1997年09月10日 |
| 16 | 僕やらない 2         | 1997年09月24日 |
| 17 | ありがとう 1         | 1997年10月01日 |
| 18 | ありがとう 2         | 1997年10月08日 |
| 19 | おかたづけ 1         | 1997年10月15日 |
| 20 | おかたづけ 2         | 1997年10月22日 |
| 21 | びょうきになりたい 1 | 1997年10月29日 |
| 22 | びょうきになりたい 2 | 1997年11月05日 |
| 23 | たからもの 1         | 1997年11月12日 |
| 24 | たからもの 2         | 1997年11月19日 |
| 25 | しかっちゃいや 1     | 1997年11月26日 |
| 26 | しかっちゃいや 2     | 1997年12月03日 |
| 27 | 私のこと好き?        | 1997年12月10日 |
| 28 | あげないよ 1         | 1998年01月06日 |
| 29 | あげないよ 2         | 1998年01月14日 |
| 30 | 負けたくない 1       | 1998年01月21日 |
| 31 | 負けたくない 2       | 1998年01月28日 |
| 32 | はっきり言おう       | 1998年02月04日 |
| 33 | あぶないよ 1         | 1998年02月18日 |
| 34 | あぶないよ 2         | 1998年02月25日 |
| 35 | 好きなもの咲かそ     | 1998年03月04日 |

### 1998年度
| 回 | タイトル             | 初回放送日     |
| -- | -------------------- | -------------- |
| 1  | ごあいさつ           | 1998年04月07日 |
| 2  | だれのもの           | 1998年04月22日 |
| 3  | おなじのほしい       | 1998年05月06日 |
| 4  | あさねぼう           | 1998年05月13日 |
| 5  | ありがとう           | 1998年05月20日 |
| 6  | ぼくやらない         | 1998年05月27日 |
| 7  | ないしょだよ         | 1998年06月03日 |
| 8  | しかっちゃイヤ       | 1998年06月10日 |
| 9  | じぶんでできる       | 1998年06月17日 |
| 10 | かわりばんこ         | 1998年06月24日 |
| 11 | あめのひだって       | 1998年07月01日 |
| 12 | たのしいお話         | 1998年07月08日 |
| 13 | おかたずけ           | 1998年08月25日 |
| 14 | ゴミは宝もの         | 1998年09月02日 |
| 15 | 負けたくない         | 1998年09月09日 |
| 16 | とびだしドッキリ     | 1998年09月16日 |
| 17 | おみせやさん         | 1998年09月30日 |
| 18 | たからもの           | 1998年10月07日 |
| 19 | プレゼント           | 1998年10月14日 |
| 20 | ケーキ半分コ         | 1998年10月21日 |
| 21 | はっきりいおう       | 1998年10月28日 |
| 22 | やくそくだよ         | 1998年11月04日 |
| 23 | おてつだい           | 1998年11月11日 |
| 24 | 小鳥さん、かわいそう | 1998年11月18日 |
| 25 | みんなでいっしょに   | 1998年11月25日 |
| 26 | 病気になりたい       | 1998年12月02日 |
| 27 | 私のこと好き?        | 1998年12月09日 |
| 28 | どうしてなの         | 1999年01月05日 |
| 29 | いいとこあるね       | 1999年01月20日 |
| 30 | あぶないよ           | 1999年01月27日 |
| 31 | あげないよ           | 1999年02月03日 |
| 32 | ひとりにしといて     | 1999年02月10日 |
| 33 | おるすばん           | 1999年02月17日 |
| 34 | ぼくは魔法使い       | 1999年02月24日 |
| 35 | 大きくなりたい       | 1999年03月03日 |

### 1999年度
| 回 | タイトル               | 初回放送日     |
| -- | ---------------------- | -------------- |
| 1  | あいさつかわして       | 1999年04月06日 |
| 2  | うれしいな             | 1999年04月21日 |
| 3  | しんせつできたよ       | 1999年04月28日 |
| 4  | あさねぼう             | 1999年05月11日 |
| 5  | それぼくの!            | 1999年05月19日 |
| 6  | おなじのほしい         | 1999年05月26日 |
| 7  | かわりばんこ           | 1999年06月02日 |
| 8  | みんなともだち         | 1999年06月09日 |
| 9  | あとでヤル!            | 1999年06月16日 |
| 10 | はみがきだって         | 1999年06月23日 |
| 11 | たのしいおはなし       | 1999年06月30日 |
| 12 | きょうはあめ           | 1999年07月07日 |
| 13 | とびだしドッキリ       | 1999年08月24日 |
| 14 | とりかえっこ           | 1999年09月01日 |
| 15 | どこにやったの?        | 1999年09月08日 |
| 16 | ことりさん、かわいそう | 1999年09月21日 |
| 17 | たからもの             | 1999年09月29日 |
| 18 | やくそくだよ           | 1999年10月06日 |
| 19 | おみせあそび           | 1999年10月13日 |
| 20 | なかよくわけて         | 1999年10月20日 |
| 21 | あわてないで           | 1999年10月27日 |
| 22 | どうしよう             | 1999年11月10日 |
| 23 | どうしたの?            | 1999年11月17日 |
| 24 | かってもまけても       | 1999年11月24日 |
| 25 | おてつだい             | 1999年12月01日 |
| 26 | おるすばん             | 1999年12月08日 |
| 27 | わー、あぶない!        | 2000年01月12日 |
| 28 | プレゼント             | 2000年01月19日 |
| 29 | いいたいことは?        | 2000年01月26日 |
| 30 | いいとこあるね         | 2000年02月02日 |
| 31 | そっとしといて         | 2000年02月09日 |
| 32 | ちからあわせて         | 2000年02月16日 |
| 33 | こんなゆめ あんなゆめ  | 2000年02月23日 |
| 34 | おおきくなりたい       | 2000年03月01日 |
| 35 | うたがいっぱい         | 2000年03月08日 |

## スタッフ
- 振付 - 山口真美
- 人形操作 - 大江健司、山崎昭見
- 人形美術 - 劇団カッパ座、古市百人、山村エナミ
- CG制作 - 松浦季里、中川佳子、赤坂朋弘
- 音楽 - 井川雅幸
- 演奏 - 東京室内楽協会
- 作 - 岡崎由紀子[2]